# 1. Violinkonzert (Bartók)
Das zweisätzige 1. Violinkonzert (Sz 36, BB 48a) des ungarischen Komponisten Béla Bartók (1881–1945) wurde 1908 vollendet, gelangte aber erst 13 Jahre nach dem Tod Bartóks zur Uraufführung.

## Entstehung und Uraufführung
1906 wurde Béla Bartók anlässlich eines Konzertes in der Budapester Musikakademie mit der damals 18-jährigen Geigerin Stefi Geyer bekannt, die dort bei Jenő Hubay studierte. Seine wachsende Zuneigung veranlasste ihn im Sommer 1907, ihr zu einem Urlaubsaufenthalt bei Verwandten außerhalb Budapests nachzureisen mit dem Vorwand, dort volksmusikalische Studien betreiben zu wollen. Das dort am 1. Juli 1907 begonnene, Anfang Februar 1908 abgeschlossene Violinkonzert steht in engem Zusammenhang mit dieser Liebesbeziehung. Die Partitur enthält in Erinnerung an ein gemeinsames Erlebnis in der Coda des 2. Satzes die Reminiszenz an das Kinderlied „Der Esel ist ein dummes Tier“ mit dem Vermerk „Jászberény, 28. Juni 1907“. Die Beziehung wurde allerdings im Februar 1908 von Stefi Geyer beendet. Dennoch übersandte ihr Bartók das mit einer Abschiedswidmung versehene Manuskript, das Stefi Geyer bis zum Ende ihres Lebens 1956 behielt, aber nie zur Aufführung brachte.
Mit nur kleinen Änderungen übernahm Bartók den 1. Satz des Konzerts in die 1909 uraufgeführten Deux Portraits (Zwei Porträts) für Orchester op. 5. Die Uraufführung des zweisätzigen Konzerts – nunmehr üblicherweise als 1. Violinkonzert Bartóks bezeichnet – in seiner Gesamtheit erfolgte jedoch erst am 30. Mai 1958, also 13 Jahre nach Bartoks Tod, in Basel. Solist war Hansheinz Schneeberger, die Leitung hatte Paul Sacher.

## Besetzung und Charakterisierung
Neben der Solovioline umfasst die Partitur folgende Orchesterbesetzung:
2 Flöten (2. auch Piccoloflöte), 2 Oboen, Englischhorn, 2 Klarinetten (2. auch Bassklarinette), 2 Fagotte, 4 Hörner, 2 Trompeten, 2 Posaunen, Tuba, Pauken, Schlagwerk (Triangel, Große Trommel), 2 Harfen und Streicher. Die Aufführungsdauer beträgt etwa 21 Minuten.
Die beiden Sätze des Konzerts tragen folgende Tempobezeichnungen:
1. Andante sostenuto
2. Allegro giocoso

Der langsame Satz wird von der Solovioline mit einem Motiv aufsteigender Terzen (d – fis – a – cis) eröffnet, das auch in anderen Werken jener Zeit auftaucht und von Bartók selbst als Stefi Geyer charakterisierendes Leitmotiv bezeichnet wurde. Es treten zunächst 2, dann 4, dann 6 Violinen hinzu, bevor alle Streicher und zuletzt auch die Bläser einsetzen. Der sich zuweilen hymnisch aufschwingende, das Idealbild der verehrten Stefi Geyer nachzeichnende Satz verklingt leise.
Die harmonischen Mittel des Satzes fußen weitgehend noch auf spätromantischer Tristan-Harmonik, teils dissonante Akkordbildungen mit Quarten und großer Septime weisen aber bereits auf künftige Werke Bartóks voraus.
Der rasche 2. Satz folgt der Sonatenform und verkörpert die neckisch-ironische Seite der Geliebten, wobei aber lyrische, an die Stimmung des 1. Satzes angelehnte Einschübe kontrastierend wirken. Der Satz bedient sich einer erweiterten Tonalität (Musik), wobei dem tonalen Zentrum G-Dur vielfach tonartfremde Töne hinzugefügt werden, die zu Cis- bzw. Fis-Dur gehören.
Das 1. Violinkonzert steht am Ende der frühen Schaffensperiode Bartóks und kündigt bereits die radikalen Umbrüche in seinen folgenden Kompositionen an.